# Breda 38
Bréda Mod.38 — італійський танковий кулемет.
Розроблений фірмою Breda на основі конструкції кулемета Breda Mod. 37. Надійшов на озброєння італійської армії в 1938 році. Після прийняття на озброєння став, фактично, стандартним танковим кулеметом, що використовувалися до капітуляції Італії.

## Будова
Автоматика кулемета працює на основі відводу порохових газів з каналу ствола. Охолодження повітряне. Простота конструкції дозволяє швидко проводити розбирання в польових умовах, а важкий (4,5 кг) ствол — провести досить велику кількість пострілів до його перегріву.
Від Breda Mod. 37 відрізняється коротшим стволом, наявною пістолетною рукояткою і магазинним живленням через розташований зверху приймач. Стріляні гільзи збираються знизу ствольної коробки у прикріплений мішок-гільзовловлювач.
На танку кулемет міг застосовуватися як зенітний (з концентричним прицілом) або монтуватися в кульову установку, спареним з іншим аналогічним, як з лівого, так і з правого боку броньової машини.
Також передбачалася можливість використання кулемета Breda Mod. 38 як піхотного на тринозі, при цьому штатний оптичний приціл замінювався на відповідний піхотний, який кріпиться з правого боку.